# 배틀 서킷
《배틀 서킷》은 캡콤이 제작한 아케이드 진행형 격투 게임이다. 자사의 아케이드 기판 CP 시스템 II으로 개발돼 1997년에 발매됐다.
20XX년의 먼 미래 지구가 배경으로, 네오 코바시의 현상금 사냥꾼들이 매드 사이언티스트 닥터 새턴의 음모를 막고 프로그램 '시바 시스템'을 회수하는 이야기를 다뤘다. 미국 만화 잡지와 사이언스 픽션의 영향을 받은 것이 특징이다. 2개의 버튼과 조이스틱으로 조종하며, 적들을 쓰러뜨려 돈을 수집해 특수조작에 따라 각 캐릭터의 고유기술을 구입하는 롤플레잉 비디오 게임 요소가 가미됐다.
2018년에 마이크로소프트 윈도우, 플레이스테이션 4, 닌텐도 스위치 및 엑스박스 원으로 출시된 합본 《캡콤 빗뎀업 컬렉션》에 수록됐다.

## 개발
《배틀 서킷》은 본래 스에츠구 하루키가 원화가를 맡은 8인용 게임으로 제작됐으나 이 판은 출시되지 않았다. 1997년에 신판 《배틀 서킷》 개발이 시작됐으며 캡콤의 아케이드 개발부 프로듀서 후나미즈 노리타카와 오카모토 요시키가 제작을 담당했다.

## 반응
일본 잡지 〈게임 머신〉 1997년 6월 1일자에서 《배틀 서킷》이 8번째로 인기있는 아케이드 게임으로 선정돼 《스트리트 파이터 EX 플러스》와 《매지컬 드롭 III》을 제쳤다.

## 참조

### 주해
1. ↑  영어: Battle Circuit, 일본어: バトルサーキット